# Бастарны
Баста́рны (лат. Basternei, Bastarni, греч. Βαστάρνας, Βαστάρναι, Βαστέρναι, певкины) — народ, обитавший с конца III в. до н. э. по III век к северу от нижнего Дуная в восточном Прикарпатье (Румыния, Молдавия и Украина). Этническая принадлежность бастарнов окончательно не установлена, наиболее часто их ассоциируют с германцами, либо народами «между кельтами и германцами».
Область расселения бастарнов по письменным источникам примерно локализуется в регионе от Карпатских гор до среднего Днепра (ареал зарубинецкой культуры). Бастарны впервые зафиксированы в письменных источниках в конце III в. до н. э., затем они прославились своим участием в римско-македонском конфликте около 180 г. до н. э., а уже в начале н. э. они стали считаться одним из сильнейших народов в Восточной Европе («Европейской Сарматии»). Племя исчезает со страниц истории в 280 году, когда часть его переселилась на территорию Римской империи во Фракию. Другая часть, согласно археологическим свидетельствам, рассеялась под натиском сарматов в бассейне Днепра и, возможно, приняла участие в этногенезе славян.
Одним из бастарнских племён являлись певкины (певки), имя которых в отдельных источниках III века переносилось на всех бастарнов.

## Этноним
Лингвист О. Н. Трубачев выводил имя бастарнов от индоиранского «*bast-arna», состоящего из авестийского «basta» (связанный, то есть пленник) и древнеперсидского «arna» (потомок, отпрыск).
Историк Р. Матулис выводил имя бастарнов от литовского «Basi tarnai», то есть «босые слуги».

## Племенное членение
Страбон сообщает, что под названием бастарнов скрываются несколько племен:
- роксоланы (Roxolani, Ῥωξολάνοι) — живущие между Днепром и Донцом, самые северные;
- атмоны (Atmoni, Άτμονοι);
- сидоны (Sidoni, Σιδονοι);
- певкины (Peucini, Πϵύκινοι) — живущие у острова Певки, самые южные.

## История бастарнов по письменным источникам

### Возможные свидетельства.III в. до н. э.
Гипотетическим свидетельством появления бастарнов в северном Причерноморье может служить эпиграфический памятник III в. до н. э., надпись на мраморной плите из Ольвии, который получил название «декрет в честь Протогена». Гражданин Ольвии Протоген выстроил за счёт собственных средств городскую стену в тот опасный год, когда «перебежчики извещали, что галаты и скиры составили союз и собрали большие силы, которые и явятся зимою, а сверх того ещё, что фисамиты, скифы и савдараты ищут укреплённого места, точно так же боясь жестокости галатов…» В III в. до н. э. бастарны могли именоваться галатами (так греки именовали галлов), потому что германцев ещё не выделяли в отдельную от кельтских племён группу. Также гипотетически на бастарнов может указывать их союз со скирами — германским племенем, локализованным в районе Карпат в первые века нашей эры.

### Первые свидетельства.II в. до н. э.
Впервые бастарны упомянуты в безымянном сочинении «Землеописание» Псевдо-Скимна, которое датируется концом II в. до н. э., но содержит сведения более ранних авторов, в частности Деметрия, жившего на рубеже III—II вв. до н. э. в греческой колонии Каллатисе на западном берегу Чёрного моря. В нём сообщается о «бастарнах-пришельцах», проживающих в соседстве с фракийцами на левом берегу нижнего Дуная. Примерно к этому времени относится сообщение Юстина о неудачной войне даков царя Оролеса против бастарнов.

### СоюзникиМакедонского царства.II в. до н. э.
Бастарны очевидно отличались от представителей местных племён на Балканах своим крупным телосложением. Согласно Полибию римляне в 170-х гг. до н. э. впервые узнали о существовании этого племени по донесениям фракийцев-дарданов: «Посольство от дарданов прибыло [в Рим] с рассказом о бастарнах, их количестве, огромном телосложении и доблести их воинов.» Тит Ливий довольно подробно поведал о попытках македонских царей использовать воинственный народ, проживающий где-то за нижним Дунаем, в борьбе против Римской республики.
Царь Филипп V после разгрома римлянами в 197 г. до н. э. при Киноскефалах готовился возобновить войну, для чего около 180 г. до н. э. вступил в союз с бастарнами и даже собирался скрепить его династическим браком. В 179 г. до н. э. Филипп умер в разгар приготовлений, однако бастарны уже выступили в поход на помощь Филиппу и с большим войском переправились через нижний Дунай. По плану они должны были пройти через Фракию (совр. южная Болгария) в земли дарданов (совр. Сербия), где Филипп рассчитывал поселить их после истребления враждебных ему дарданов. Более отдалённые планы Филиппа предусматривали набег бастарнов на Римскую республику:

«Бастарны же после того, как они оставят в Дардании жён и детей, могли быть отправлены опустошать Италию. Путь к Адриатическому морю и Италии лежит через область скордисков; другим путём войско провести невозможно. Скордиски должны были легко пропустить бастарнов: они были близки друг другу языком и нравами; да они и сами присоединились бы к походу, узнав, что бастарны идут грабить богатейший народ.»

Таким образом Тит Ливий сближал бастарнов с кельтами-скордисками, хотя надо отметить, что он сделал это при описании той эпохи и с опорой на те источники (Полибия), в которых греко-римский мир ещё не выделял германцев как отдельный этнос.
Со смертью Филиппа его прежние договорённости пропустить бастарнов через фракийские земли утратили силу, и началась война бастарнов с фракийцами. Сначала успех сопутствовал бастарнам, но после поражения они разделились. 30 тысяч бастарнов во главе с вождём Клондиком продолжили поход в Дарданию, остальные вернулись в низовья Дуная. Бастарны Клондика воевали с дарданами до 175 г. до н. э., однако в результате вынуждены были отступить. Когда они в зимнее время возвращались через замерзший Дунай, лёд подломился, и многие бастарны погибли.
Когда преемник Филиппа македонский царь Персей начал очередную войну с Римом, в качестве наёмников он в 168 г. до н. э. пригласил войско бастарнов с вождём Клондиком — 10 тысяч всадников и столько же пехоты. Тит Ливий, называя этих бастарнов галлами, локализовал их места обитания за Дунаем напротив Фракии. Плутарх, повторяя рассказ Ливия, использует этноним бастарны при описании этих варваров:

«Все до одного наёмники, люди, не умеющие ни пахать землю, ни плавать по морю, ни пасти скот, опытные в одном лишь деле и одном искусстве — сражаться и побеждать врага […] рослые, на диво ловкие и проворные.»

Однако царь Персей не пожелал выдать бастарнам запрашиваемую ими сумму, ограничившись обещаниями. Разочарованные бастарны вернулись домой, после чего сообщения о них исчезли почти на век.

### Войны с Римом.I в. до н. э.
В 80-е годы до н. э. царь Понта Митридат создал мощную причерноморскую державу, что привело к затяжным войнам с Римом в Малой Азии и Греции. Среди союзников Митридата отмечены бастарны, сильнейшее племя по словам Аппиана:
«Когда он перешёл в Европу, то присоединились из савроматов так называемые царские, язиги, кораллы, а из фракийцев те племена, которые живут по Истру, по горам Родоне и Гему, а также ещё бастарны, самое сильное из них племя.»
В Третьей Митридатовой войне бастарны проявили себя в 74 г. до н. э. при штурме Халкедона в Вифинии. Они первыми ворвались в гавань города, обеспечив захват 60 римских кораблей.
В правление первого римского императора Октавиана Августа, когда владения Рима вплотную придвинулись к Дунаю, набеги бастарнов стали затрагивать интересы Римской империи. В 29 г. до н. э. наместник Македонии Марк Лициний Красс отразил набег бастарнов на Фракию. Об этом столкновении рассказал Тит Ливий в кн. 134, содержание которой дошло в изложении Диона Кассия. Кассий отнёс бастарнов, как проживающих за Дунаем, к скифскому племени.
Бастарны пересекли Дунай и захватили часть Мёзии (совр. северная часть Болгарии). Затем они через перевал Гема вторглись во Фракию во владения царя дентелетов Сита. Дентелеты были в союзе с Римом, поэтому войска Красса Младшего из Македонии двинулись на бастарнов. Не принимая боя, те поспешно отступили. Преследуя их, Красс вошёл в Мёзию, где завяз в боях с мёзами (местные племена фрако-дакийского происхождения). Бастарны прислали Крассу послов с просьбой о мире, но обнаружив разведывательный отряд римлян, атаковали его. Римляне отступили в лес, где их преследователи натолкнулись на основное римское войско. В ходе боя много бастарнов было убито, ещё больше погибло их в бегстве до Дуная. Отступление варваров задержал обоз с повозками, в которых передвигались их семьи. Часть бастарнов попыталась скрыться в роще, но сгорела в пожаре, устроенном римлянами. Другие утонули в Дунае. К избиению бастарнов присоединились геты. Марк Красс собственноручно убил вождя бастарнов Делдона.

### Сведения о бастарнах вI веке
В I веке в связи с экспансией Римской империи появились сочинения географического характера, описывающие земли, ранее неизвестные греко-римскому миру. В своём фундаментальном труде автор начала I века Страбон впервые сообщил этнографические сведения о бастарнах:

«В глубине страны обитают бастарны, граничащие с тирегетами и германцами; они также, быть может, германская народность и делятся на несколько племён. Действительно, одни из них называются
атмонами, другие — сидонами; те, кто владеют Певкой, островом на Истре [Дунае], носят название певкинов, а самые северные, обитающие на равнинах между Танаисом и Борисфеном — роксоланов.»

Отнесение роксолан к бастарнам противоречит другим источникам, однозначно заявляющим о сарматских корнях роксолан, которые в середине I века уже достигли Дуная. Однако замечание Страбона используется в малораспространённой гипотезе сарматского происхождения бастарнов.
Античные авторы испытывали очевидные трудности в этнической идентификации бастарнов, вызванные в том числе расовым смешением бастарнов с соседними племенами. Страбон заметил, что бастарны смешивались с фракийцами. В «Германии» римский историк Корнелий Тацит заявил о смешении бастарнов с сарматами, хотя ассоциировал первых с германцами:

«Отнести ли певкинов, венедов и феннов к германцам или сарматам, право, не знаю, хотя певкины, которых некоторые называют бастарнами, речью, образом жизни, оседлостью и жилищами повторяют германцев. Неопрятность у всех, праздность и косность среди знати. Из-за смешанных браков их облик становится всё безобразнее, и они приобретают черты сарматов.»

Наиболее уверенно отождествил бастарнов с германцами в середине I века Плиний Старший, классифицируя первых как 5-ю группу германских племён: «… пятая группа — певкины, которые также бастарны и граничат с вышеупомянутыми даками.»
Пейтингерова таблица называет Карпаты Бастарнскими Альпами (Alpes Bastarnicae), локализуя самих бастарнов к востоку от них.
Таким образом, согласно письменным источникам бастарны обитали к востоку от Карпат в бассейне верхнего и среднего Днестра, в лесостепной полосе Северного Причерноморья возможно вплоть до Днепра. Их владения на юге достигали дельты Дуная (в целом область между Дунаем и бастарнами занимали дако-гетские и сарматские племена, в частности роксоланы), северные пределы ареала их обитания были неизвестны античным авторам.
В середине I века бастарны находились в союзе с даками против напиравших на них с востока сарматских племён. В 62 году наместник Мёзии (62—67 гг.) Тиберий Плавтий Сильван Элиан предпринял поход вдоль побережья Чёрного моря от низовий Дуная до Херсонеса в Крыму против сарматов. В сохранившейся его эпитафии упоминаются и бастарны: «царям бастарнов и роксолан сыновей, [царю] даков брата, взятых в плен или вырванных у врагов, возвратил, от других из них взял заложников».

### Исчезновение бастарнов.II—IV вв.
Александрийский географ Клавдий Птолемей в середине II века отмечает бастарнов и певкинов среди значительных народов «Европейской Сарматии», хотя в других источниках эти племена стали редко упоминаться. Вероятно, сведения Птолемея, представляющие собой компиляцию из самых разных источников, относились к более ранней эпохе. В период Маркоманских войн (167—180 гг.) певкины и бастарны с другими германскими и сарматскими племенами совершали набеги на земли Римской империи.
В III веке источники фиксируют появление в Восточном Прикарпатье и Северном Причерноморье, то есть традиционных местах обитания бастарнов, появление новых племён — карпов и готов, которые стали наиболее заметной силой в регионе. В годы Скифской (или Готской) войны в середине III века певкины упоминаются в составе коалиции варварских племён, которые совершали походы на Фракию и Мёзию под началом готов.
Императоры Клавдий и Аврелиан сумели остановить натиск варваров на балканские владения Римской империи, разгромив готов. Тем не менее в «Европейской Сарматии» продолжались варварские войны за обладание лучшими землями, и бастарны оказались в числе слабейших народов, вынужденных искать защиты в Римской империи. В 280 году император Проб переселил на территорию Фракии 100 тысяч бастарнов, которые влились в число подданных империи. С той поры бастарны исчезают из описаний значимых событий истории.
Однако имя бастарнов продолжает эпизодически встречаться вплоть до конца IV века. Римский поэт Клавдиан называет бастарнов виновниками гибели в 391 году римского полководца Промота. Сменивший его прославленный полководец Стилихон видимо за это подверг резне бастарнов. Клавдиан в панегерике Стилихону восклицает: «Кто кроме него мог бы загнать диких везеготов [Visos] обратно в их повозки или сокрушить в одной огромной бойне бастарнов [Bastarnas], возгордившихся убийством Промота?» Из «Истории» Зосимы известно, что Промот был убит из засады где-то во Фракии некими варварами, которых нанял для этого фаворит императора Феодосия префект Руфин. Возможно эти бастарны представляли собой остатки племени, расселённого во Фракии императором Пробом.
Клавдиан также упоминает имя бастарнов при описании усмирения Стилихоном германских народов на Рейне: 

«Затем самые могущественные от истоков до устья князья на Рейне поторопились прийти, склоняя свои головы в боязливом смирении. Перед нашим военачальником сигамбры униженно опустили свои льняные локоны, и франки бросались на землю и вымаливали дрожащими голосами прощения. Германия [Alamannia] клялась в преданности отсутствующему Гонорию […] Свирепые бастарны [Bastarnae] были там.»

Клавдиан явно ассоциировал бастарнов с германцами, хотя о их пребывании вблизи Рейна других свидетельств нет. Не исключено, что поэт привлёк для своего сочинения не столько факты, сколько вдохновение, так как он также упомянул кимвров, известных в Риме по Кимврской войне II в. до н. э., но с тех пор за 5 веков не отмеченных в истории.

## Археология
Примерно на рубеже III — II веков до н. э. археологи фиксируют возникновение на обширных пространствах Карпато-Днестровского региона поселений и могильников культуры Поянешти-Лукашевка, которые сменили в этом регионе многочисленные гето-фракийские городища. Одновременно на юге Белоруссии, в бассейне верхнего и среднего Днепра сложилась родственная поянешти-лукашевской Зарубинецкая археологическая культура, также резко отличная своим обликом от местных культур-предшественниц. В советской археологии признавалась концепция автохтонного происхождения зарубинецкой культуры, сформировавшейся под кельтским воздействием. Однако к 1990-м годам эту культуру стали ассоциировать с наиболее известным народом, обитавшим в ареале её распространения — бастарнами.
Количеству культур можно найти соответствие у Страбона, разделившего бастарнов по крайней мере на 3 группировки (атмоны, сидоны и певкины), из которых только для певкинов указано точное место обитания в низовьях Дуная (там найдено поселение Sata Nou с характерными признаками поянештской культуры). Поянештскую и зарубинецкую культуру объединяет наличие больших могильников с трупосожжениями («поля погребений»), характерной чёрной лощёной посуды, часто с подграненными венчиками, а также сосудов с «хроповатой» (искусственно ошершавленной) поверхностью. Культуры отличаются широким распространением фибул (заколок для одежды), часто восходящими к кельтским (латенским) прототипам.
Могильники поянешти-лукашевской культуры прекращают функционирование в середине I века до н. э., в то время как зарубинецкая культура существует до середины I века. В целом это хорошо согласуется с данными письменных источников, которые с этого времени сообщают о бастарнах лишь эпизодически, в списке других племён. По предположению археолога М. Б. Щукина Поянешти-лукашевская культура исчезла с одной стороны под ударом Марка Красса Младшего в 29 году до н. э., а с другой стороны в результате экспансии государства даков Буребисты в Прикарпатский регион. Поздних бастарнов, известных по письменным источникам I века н. э., Щукин связывал с пшеворской культурой Верхнего Поднестровья из-за наличия на Среднем и Верхнем Днестре ряда смешанных памятников, сочетающих в себе пшеворские и поянешты-лукашевские элементы. Зарубинецкая культура исчезла в результате продвижения сарматов на восток. Зарубинецкие городища на юго-востоке ареала погибли в пожарах, в слоях пожарищ найдены сарматские наконечники стрел. В письменных источниках соответствие находится в эпитафии наместника Мёзии Плавтия Сильвана, совершившего в 60-х годах I века поход против сарматов и вернувшего царям бастарнов их сыновей.
Разрозненные группы так называемых «постзарубинецких» памятников появляются в основном вне пределов прежнего ареала, к югу (средний Южный Буг), северу (бассейн Десны и Смоленщина, вплоть до юга Псковской области) и востоку (левобережье Днепра) от него. Все эти группы быстро сливаются с местной культурой, утрачивая свои характерные черты. Только на Волыни на Украине постзарубинецкая культура продолжает существовать ещё 2 века в виде памятников зубрецкой группы, исчезнувшей при появлении в тех местах вельбарской культуры, то есть вероятно в результате продвижения готов к Чёрному морю.

## Этническая принадлежность бастарнов
- В научной литературе наиболее часто высказывается точка зрения о том, что бастарны относились к германским или прагерманским народам,[35] которые мигрировали на восток в то время, когда греко-римский мир не выделял германцев из массива кельтских племён, и самого понятия германцы ещё не существовало. В пользу этой версии трактуются скудные этнографические сообщения письменных источников о бастарнах: 1) рослое телосложение, выделяющее бастарнов из местного кельтского и дако-фракийского населения; 2) способ ведения боевых действий (смешанный конно-пеший, наличие повозок с семьями); 3) имена бастарнов: Коттон[10], Клондик[11], Делдон[36]. Самым весомым аргументов являются утверждение Плиния о принадлежности бастарнов к германцам и осторожные предположения Тацита и Страбона о том же. Археологи также видят некоторую связь поянешти-лукашевской археологической культуры, примерно совпадающей в ареале распространения с местами обитания бастарнов, с более ранними германскими культурами.[37]
- Версия о кельтском происхождении бастарнов основывается на словах Тита Ливия, который сообщил об их родственности с кельтским племенем скордисков. Тит Ливий также называл бастарнов галлами, хотя он именовал их так при описании той эпохи, в которой ещё не существовало этнонима германцы.[38]
- В популярной и средневековой литературе встречаются утверждения о принадлежности бастарнов к праславянским племенам, но историки и археологи не располагают фактами, которые бы могли поддержать данную гипотезу. Если ассоциировать зарубинецкую археологическую культуру с бастарнами, то наблюдается резкое отличие в её характере от достоверно славянских ранних культур, хотя они и пересекаются в ареале своего распространения. По предположению археолога М. Б. Щукина именно бастарны, ассимилируясь с местным населением, могли сыграть заметную роль в этногенезе славян, позволив последним выделиться из так называемой балто-славянской общности:

«Часть [бастарнов] вероятно, осталась на месте и наряду с представителями других „постзарубинецких“ групп могла принять затем участие в сложном процессе славянского этногенеза, привнося в формирование „общеславянского“ языка некие „кентумные“ элементы, которые и отчленяют славян от их балтских или балто-славянских предков.»

- Из языка бастарнов дошло 5 слов, из которых два имеют чёткую германскую этимологию, остальные же не имеют известных параллелей. Н.Щукин предполагает, что бастарны были близким к германцам по языку, но при этом отдельным этносом, из числа тех древнеевропейских племён, что находились «между германцами и кельтами» и затем исчезли, ассимилировавшись с германцами или с другими народами, в орбиту которых они оказались втянуты[40].